# Lista de ofícios de registro civil da cidade do Rio de Janeiro
Esta é uma lista de ofícios de registro civil da cidade do Rio de Janeiro, capital do estado homônimo, Brasil. 
O município do Rio de Janeiro conta desde 2012 com 14 ofícios de registro civil das pessoas naturais (RCPN).
| Número    | Áreas abrangidas                                                             | Data de instalação | Observações                                                                                |
| 1.º RCPN  | Candelária, Santa Rita e Ilha do Governador                                  |                    |                                                                                            |
| 2.º RCPN  | Santa Cruz e Guaratiba                                                       |                    | Areas que faziam parte da antiga 13ª. Circunscrição                                        |
| 3.º RCPN  | Santo Antônio, São José, Sacramento e Santana                                |                    | As áreas de São José, Sacramento e Santana faziam parte das antigas 2ª e 6ª Circunscrições |
| 4.º RCPN  | Glória                                                                       |                    |                                                                                            |
| 5.º RCPN  | Lagoa e Gávea                                                                |                    |                                                                                            |
| 6.º RCPN  | Jacarepaguá                                                                  |                    | Área que fazia parte da antiga 12ª Circunscrição                                           |
| 7.º RCPN  | Espírito Santo                                                               |                    |                                                                                            |
| 8.º RCPN  | Engenho Velho                                                                |                    |                                                                                            |
| 9.º RCPN  | São Cristóvão                                                                |                    |                                                                                            |
| 10.º RCPN | Engenho Novo                                                                 |                    |                                                                                            |
| 11.º RCPN | Inhaúma e Irajá                                                              |                    | A área de Irajá fazia parte da antiga 12ª Circunscrição                                    |
| 12.º RCPN | Barra da Tijuca                                                              |                    |                                                                                            |
| 13.º RCPN | Paciência, Inhoaíba e Campo Grande                                           |                    |                                                                                            |
| 14.º RCPN | Madureira, Bangu, Realengo, Santíssimo, Senador Camará e Senador Vasconcelos |                    |                                                                                            |

## Organização histórica
Logo após a Proclamação da República, com o Decreto n.º 1.030 de 14 de novembro de 1890 o governo central organizou judiciariamente a capital da jovem república. Foram então criadas 21 pretorias cujas circunscrições eram as mesmas 21 freguesias que dividiam a capital do Império. As pretorias eram classificadas em urbanas (1.ª-14.ª) e suburbanas (15.ª-21.ª)
| Pretoria | Circunscrição        | Observações                                                         |
| -------- | -------------------- | ------------------------------------------------------------------- |
| 1.ª      | Candelária           |                                                                     |
| 2.ª      | Santa Rita           |                                                                     |
| 3.ª      | Sacramento           |                                                                     |
| 4.ª      | São José             |                                                                     |
| 5.ª      | Santo Antônio        |                                                                     |
| 6.ª      | Glória               |                                                                     |
| 7.ª      | Lagoa                |                                                                     |
| 8.ª      | Gávea                | Sua circunscrição foi incorporada pela 7.ª pretoria (Lagoa)         |
| 9.ª      | Sant'Ana             |                                                                     |
| 10.ª     | Espírito Santo       |                                                                     |
| 11.ª     | São Cristóvão        |                                                                     |
| 12.ª     | Engenho Velho        |                                                                     |
| 13.ª     | Engenho Novo         |                                                                     |
| 14.ª     | Inhaúma              |                                                                     |
| 15.ª     | Irajá                |                                                                     |
| 16.ª     | [Ilha do] Governador | Sua circunscrição foi incorporada pela 2.ª pretoria (Santa Rita)    |
| 17.ª     | Paquetá              | Sua circunscrição foi incorporada pela 1.ª pretoria (Candelária)    |
| 18.ª     | Jacarepaguá          | Sua circunscrição foi incorporada pela 15.ª pretoria (Irajá)        |
| 19.ª     | Guaratiba            | Sua circunscrição foi incorporada pela 21.ª pretoria (Campo Grande) |
| 20.ª     | Santa Cruz           | Sua circunscrição foi incorporada pela 21.ª pretoria (Campo Grande) |
| 21.ª     | Campo Grande         |                                                                     |

O Decreto n.º 225 de 30 de novembro de 1894 determinou que seis pretorias (8.ª, 16.ª, 17.ª, 18.ª, 19.ª e 20.ª) deveriam ser incorporadas a outras (1.ª, 2.ª, 7.ª, 21.ª e 18.ª, respectivamente) assim que seu titular cessasse das funções (por morte, renúncia etc.). Como resultado, a capital federal passa a ter 15 pretorias:
| Pretoria | Circunscrição                                        | Observações |
| -------- | ---------------------------------------------------- | ----------- |
| 1.ª      | Centro (Candelária) e Paquetá                        |             |
| 2.ª      | Centro (Santa Rita) e Governador                     |             |
| 3.ª      | Centro (Sacramento)                                  |             |
| 4.ª      | Centro (São José)                                    |             |
| 5.ª      | Centro (Santo Antônio), Lapa, Fátima, Santa Teresa   |             |
| 6.ª      | Glória, Catete, Laranjeiras                          |             |
| 7.ª      | Lagoa, Botafogo, Gávea, Copacabana                   |             |
| 8.ª      | Centro (Santana), Santo Cristo, Saúde                |             |
| 9.ª      | Estácio, Rio Comprido, Catumbi                       |             |
| 10.ª     | São Cristóvão, Caju, Benfica                         |             |
| 11.ª     | Engenho Velho, Tijuca, Vila Isabel, Maracanã, Grajaú |             |
| 12.ª     | Engenho Novo, Méier                                  |             |
| 13.ª     | Inhaúma, Bonsucesso, Pilares                         |             |
| 14.ª     | Irajá, Jacarepaguá, Madureira                        |             |
| 15.ª     | Campo Grande, Santa Cruz, Guaratiba, Bangu           |             |